# 1886년 영국 총선
1886년 영국 총선은 아일랜드 자치 문제로 의회가 해산되고 다시 치러진 총선으로, 로버트 개스코인세실 전 수상의 보수당이 다시 정권을 되찾았다.

## 선거 결과
정당별 의석수
| 정당              | 의석수 |
| ----------------- | ------ |
| 보수당-자유연합당 | 393    |
| 자유당            | 192    |
| 아일랜드 의회당   | 85     |
| 합계              | 670    |

정당 득표율
| 정당              | 득표수    | 득표율 |
| ----------------- | --------- | ------ |
| 보수당-자유연합당 | 1,520,886 | 51.1%  |
| 자유당            | 1,244,683 | 45.1%  |
| 아일랜드 의회당   | 97,905    | 3.4%   |